# Faustine Clapier
Pour les articles homonymes, voir Clapier.
Faustine Clapier, née le 6 décembre 2001 à Orléans, est une escrimeuse française.

## Biographie
Faustine Clapier est étudiante en licence de psychologie à l'Université Paris-VIII et inscrite dans le dispositif Sportifs de Haut Niveau en suivant une formation DEJEPS à l'INSEP.
En 2023, alors qu'elle est encore licencié au club de Gisors, elle est médaillée de bronze aux championnats d'Europe U23 à Antalya.
En juin 2025, Clapier participe aux championnats d'Europe 2025 et remporte une médaille d'or dans l'épreuve par équipe. Le mois suivant, elle participe aux championnats du monde et, si elle est éliminée dès le début du tournoi individuel par l'Espagnole Navarro, elle remporte la médaille d'or dans l'épreuve de sabre par équipes.

## Palmarès
- Championnats du monde
  -  Médaille d'or par équipes aux championnats du monde d'escrime 2025 à Tbilissi

- Championnats d'Europe
  -  Médaille d'or par équipes aux championnats d'Europe 2025 à Gênes